# Монткам (Западна Вирџинија)
Монткам (енгл. Montcalm) насељено је место без административног статуса у америчкој савезној држави Западна Вирџинија.

## Демографија
По попису из 2010. године број становника је 726, што је 159 (-18,0%) становника мање него 2000. године.
| Група             | 2000.       | 2010.       |
| Белци             | 849 (95,9%) | 709 (97,7%) |
| Афроамериканци    | 5 (0,6%)    | 3 (0,4%)    |
| Азијати           | 0 (0,0%)    | 4 (0,6%)    |
| Хиспаноамериканци | 16 (1,8%)   | 0 (0,0%)    |
| Укупно            | 885         | 726         |